# NGC 263
NGC 263 (również PGC 2856) – galaktyka spiralna (Sbc), znajdująca się w gwiazdozbiorze Wieloryba. Odkrył ją w 1886 roku Francis Leavenworth.